# 札幌市手稲曙温水プール
札幌市手稲曙温水プール（さっぽろしていねあけぼのおんすいプール）は、北海道札幌市手稲区にある温水プール。札幌市スポーツ協会が指定管理者になっている。

## 沿革
- 1994年（平成6年）11月18日 - 札幌市内6番目の温水プールとして開館[2]。
- 2018年（平成30年）12月11日 - 日本水泳連盟の公認プールに認定される（既存施設では初の公認）[3]。
- 2019年（平成31年）1月1日 - 敷地内が全面禁煙となる。

## 施設
- 一般用プール（大プール）
  - 日本水泳連盟公認
  - 25 m×15 m
  - 水深1.2 m - 1.3 m
- 幼児用プール（小プール）
  - 15 m×8 m
  - 水深0.7 m - 0.8 m
- 採暖室
- 多目的室兼観覧コーナー

## アクセス
市道樽川通沿いに位置しており、札幌市曙図書館、札幌市手稲区体育館に隣接している。
- 北海道旅客鉄道（JR北海道）函館本線手稲駅から徒歩10分
- ジェイ・アール北海道バス札樽線「手稲区体育館前」停留所から徒歩1分
- 駐車場50台（うち身障者用2台）